# لولا فورسبرغ
لولا فورسبرغ (بالإنجليزية: Lola Forsberg)‏ هي ممثلة أمريكية، ولدت في 1 فبراير 1999 بسانتا مونيكا في الولايات المتحدة.

## وصلات خارجية
- لولا فورسبرغ على موقع IMDb (الإنجليزية)
- لولا فورسبرغ على موقع قاعدة بيانات الفيلم (الإنجليزية)